# Saab Ursaab
El Saab Ursaab, también conocido como 92001 y X9248, fue el primero de los cuatro prototipos de automóviles construidos por Saab (que en ese momento únicamente fabricaba aviones militares), lo que llevó a la producción del primer automóvil Saab, el Saab 92 en 1949. El coche se conserva en el Museo del Automóvil Saab de Trollhättan. El nombre "Ursaab" significa "Saab original".
El modelo fue desarrollado por un equipo de 16 personas dirigido por el ingeniero Gunnar Ljungström y por el diseñador Sixten Sason.

## Diseño
Saab, un fabricante de aviones militares, inició en 1945 un proyecto de diseño de automóviles con el nombre interno X9248. Conocido formalmente como Proyecto 92; el 92 correspondía al siguiente número de la secuencia de producción después del Saab 91 Safir, un avión de entrenamiento de un solo motor. El objetivo era diseñar un automóvil que pudiera competir con los pequeños automóviles alemanes como el Opel Kadett, Volkswagen Escarabajo, DKW y Adler. El precio objetivo para el consumidor era de 3200 coronas suecas. Bror Bjurströmer, quien entonces era el jefe del departamento de diseño, desarrolló un boceto a escala 1:25 y las especificaciones generales de diseño, que incluían las características siguiente: una batalla de 2,75 metros (108,3 plg) y una longitud total de 4,5 metros (177,2 plg); empleo de un diseño monocasco; 50% menos de arrastre aerodinámico que otros coches; peso máximo de 800 kilogramos;  motor transversal de dos tiempos; y tracción delantera. La elección de las puertas con las bisagras detrás fue realizada por Gunnar Ljungström (jefe del equipo de desarrollo), ya que quería reducir el riesgo de dañar las puertas al salir de un garaje. La empresa fabricó cuatro prototipos, numerados desde el 92001 hasta el 92004, antes de diseñar el modelo de producción, el Saab 92, en 1949.

## Desarrollo

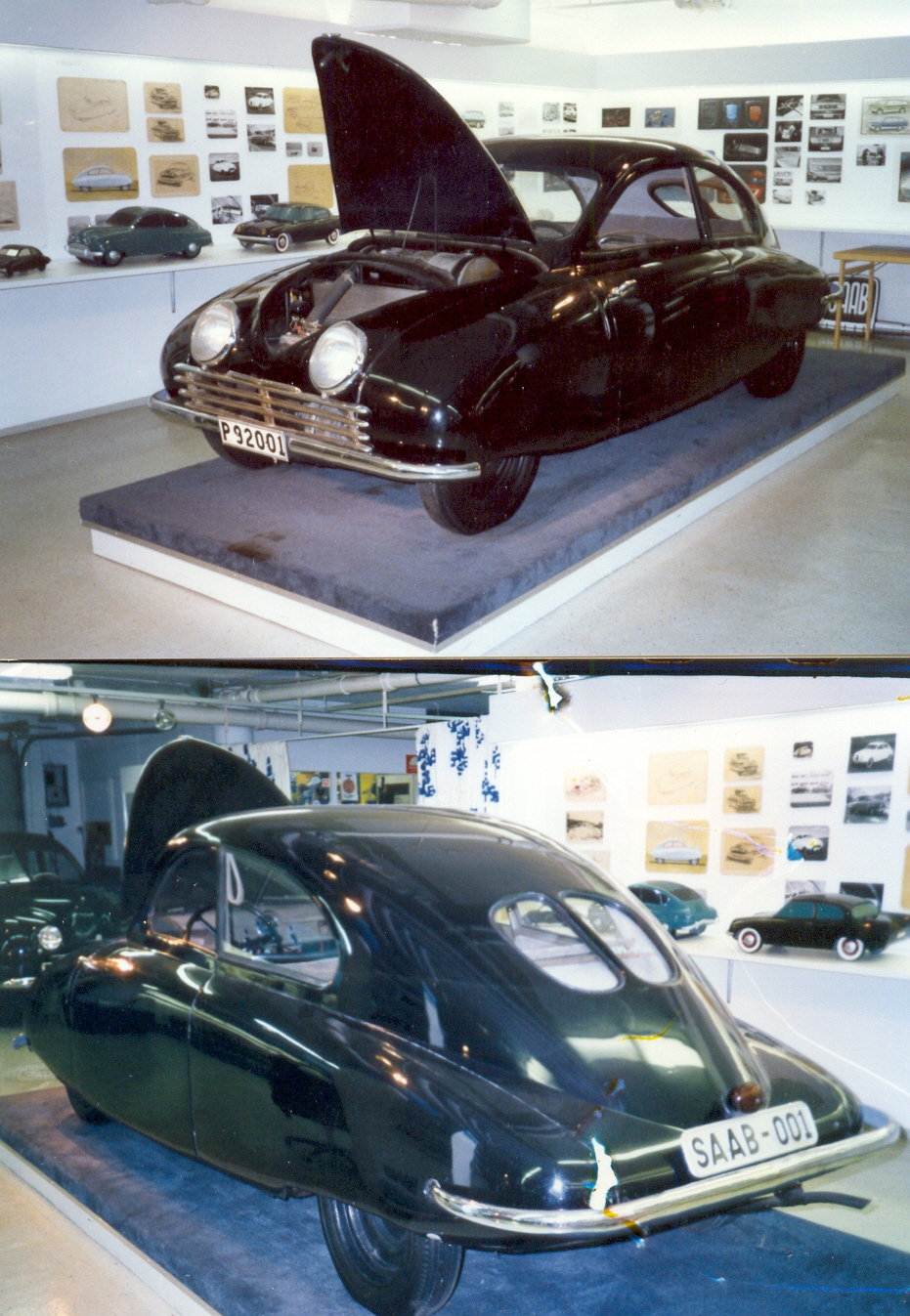
Ursaab

El desarrollo se inició en Linköping por un equipo de 16 personas dirigido por el ingeniero Gunnar Ljungström y el diseñador Sixten Sason. El código de producción de Saab inmediatamente anterior era para un avión: el Saab 91 Safir. Fue por esta razón que el primer proyecto de automóvil se llamó Saab 92. Normalmente, el desarrollo habría sido manejado por el taller de pruebas, pero estaba ocupado con el Saab 91 Safir y el Saab 90 Scandia. Por lo tanto, el taller de herramientas, que tenía una carga de trabajo más liviana en ese momento, recibió la tarea.
Los ingenieros responsables de fabricar el prototipo no tenían experiencia previa en la fabricación de automóviles, y de los 16 ingenieros solo dos tenían carnet de conducir. Necesitaban información sobre el proceso de fabricación del automóvil, pero al mismo tiempo tenían que mantener el proyecto en secreto. Se hicieron algunas visitas a la Nyköpings Automobilfabrik (posteriormente ANA), pero como el alcance del trabajo de esta fábrica implicaba la simple instalación de carrocerías sobre chasis importados, los ingenieros no pudieron recopilar tanta información como esperaban. Además, dado que toda la bibliografía disponible solo describía cómo se fabricaban los automóviles antes de la guerra, se dieron cuenta de que gran parte del proceso de producción tendrían que aprenderlo por sí mismos. Cerca de la fábrica de SAAB, un desguace proporcionó a los ingenieros piezas e inspiración. También compraron varios coches para estudiarlos, incluidos un DKW, un Hanomag, un Opel Kadett y un Volkswagen.
Las preocupaciones sobre la integridad estructural llevaron a otras decisiones de diseño. El equipo encargado de esa parte del proyecto estaba acostumbrado a construir aviones, donde cada abertura estaba cubierta con una escotilla de carga. Dado que esto no era viable en un automóvil, se decidió que la estructura de la carrocería debería fortalecerse mediante el uso de una ventana trasera que fuera lo más pequeña posible y que usara un diseño de ventana dividida, y la omisión de la tapa del maletero trasero.
Debido a que el automóvil tenía que tener un coeficiente de arrastre muy bajo, 0.3, que incluso hoy se considera impresionante, las pruebas aerodinámicas fueron parte de las primeras evaluaciones. Por tanto, la carrocería tenía un diseño novedoso y, teniendo en cuenta la seguridad, proporcionaba resistencia a los daños en caso de accidente. La capacidad de conducción en invierno se mejoró mediante la tracción delantera y los pasos de rueda anchos que permitían la acumulación de nieve sin obstruir las ruedas.

## Construcción

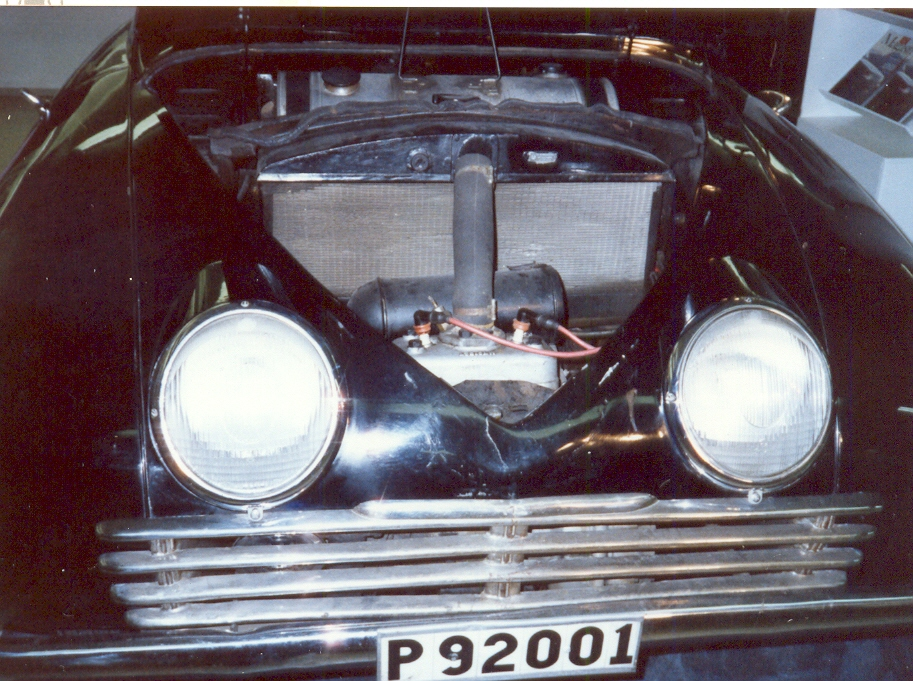
Motor transversal de dos cilindros y dos tiempos

Utilizando algunos carpinteros de Motala, se construyó una maqueta de tamaño completo en madera de aliso en la primavera de 1946. El modelo se tiñó de negro con betún para zapatos. Se reclutó a algunos trabajadores adicionales de la "Thorells Kylarfabrik" en Linköping para construir la carrocería de acero. Dar forma a las hojas de acero de 1,2 mm de espesor resultó ser un trabajo difícil. Para el verano de 1946, la carrocería del primer prototipo estaba lista, martilleada a mano sobre una plantilla de madera. El moldeado del metal se realizó en la fábrica secreta de Saab a 30 metros bajo tierra.
El color era un problema: el director general quería que se pintara de negro, pero el vicepresidente ejecutivo lo quería de azul. Pero el taller ya había comprado pintura negra, lo que se convirtió en un punto de discusión. El taller de pintura de SAAB no tenía capacidad para manejar el trabajo de pintura, por lo que los constructores se pusieron en contacto con Aktiebolaget Svenska Järnvägsverkstäderna (ASJ), una fábrica sueca de ferrocarriles situada en Arlöv. Esta empresa tenía experiencia en la pintura de vagones y autobuses. Habiendo sido informado de que se necesitaba su ayuda para pintar un automóvil, la compañía inicialmente se mostró reacia a ayudar, ya que se pensó que el vehículo era un automóvil para la dirección de la empresa como un DeSoto o algo que llevaría mucho tiempo. Sin embargo, cuando se supo que el vehículo era un prototipo de un automóvil nuevo, ASJ aceptó rápidamente el encargo.
El prototipo tenía un motor de dos tiempos de dos cilindros y 13 kW (18 CV), que se colocó transversalmente en la parte delantera del vehículo. El primer motor y la caja de cambios procedían de un vehículo DKW, pero luego fueron reemplazados por un motor y una caja de cambios diseñados por Gunnar Ljungström. Los bloques del motor de los prototipos fueron fabricados por Albinmotor. El director de la empresa, Albin Larsson, dudaba en aceptar el trabajo, ya que se consideraba que las tuberías de refrigeración del bloque del motor eran complicadas. Sin embargo, después de probar el prototipo, Larsson cambió de opinión.
El Ursaab circuló a lo largo de 530 000 kilómetros (329 327,6 mi) en pruebas, manteniendo el máximo secreto, para lo que generalmente se usaron caminos forestales estrechos y embarrados y se circulaba temprano por la mañana o por la noche. El prototipo se conserva en el museo Saab en Trollhättan, con una parrilla algo más elegante y faros más aptos para circular. El nombre "Ursaab" significa "Saab original".
El diseño del Ursaab fue mejorado por Sixten Sason en 1947, dando como resultado otro prototipo: el 92002. La diferencia más notable entre el 92001 y el 92002 era el capó. El diseño anterior del capó, que usaba un mecanismo procedente de un Opel Kadett, dificultaba la extracción del motor, ya que había que girarlo 90 grados y sacar primero el bloque de transmisión con la caja de cambios. Inspirado en los automóviles estadounidenses que tenían extremos frontales en cascada, el capó rediseñado permitió un mejor acceso al compartimiento del motor. Después de cuatro prototipos adicionales, el diseño estaba listo para pasar a la producción en serie como el Saab 92. El Ursaab se mostró por primera vez a la prensa el 10 de junio de 1947 en la sede de Saab AB.